# Sangok (métro de Séoul)
Sangok  (en coréen : 산곡역) est une station de passage de la ligne 7 du métro de Séoul. Elle est située au 629 Seongnam-dong, dans le district Seo-gu, dans la ville d'Incheon, à l'ouest de Séoul en Corée du Sud.
Ouverte en 2021, elle est desservie par les rames omnibus qui circulent sur la ligne 7.

## Situation sur le réseau

Plan du réseau du métro de Séoul (2023)

La station souterraine Sangok est une station de passage de la ligne 7 du métro de Séoul : elle est située entre la station Mairie de Bupyeong-gu, en direction du terminus nord Jangam, et la station Seongnam, le terminus ouest de la ligne.

## Histoire
La station Sangok est mise en service le 22 mai 2021, lors de l'ouverture à l'exploitation d'un prolongement de la ligne 7 du métro de Séoul.

## Services aux voyageurs

### Accès et accueil
La station souterraine est située au 629 Seongnam-dong, elle dispose de sept bouches, numérotées de 1 à 7. Comme toutes les stations de la ligne, elle est équipée d'automates pour l'achat de titres de transport valables sur l'ensemble du réseau du métro de Séoul mais aussi sur celles du métro d'Incheon.

### Desserte
Sangok est desservie par les rames omnibus qui circulent sur la Ligne 7 du métro de Séoul. Elle dispose de deux voies encadrées par deux quais.

Installations
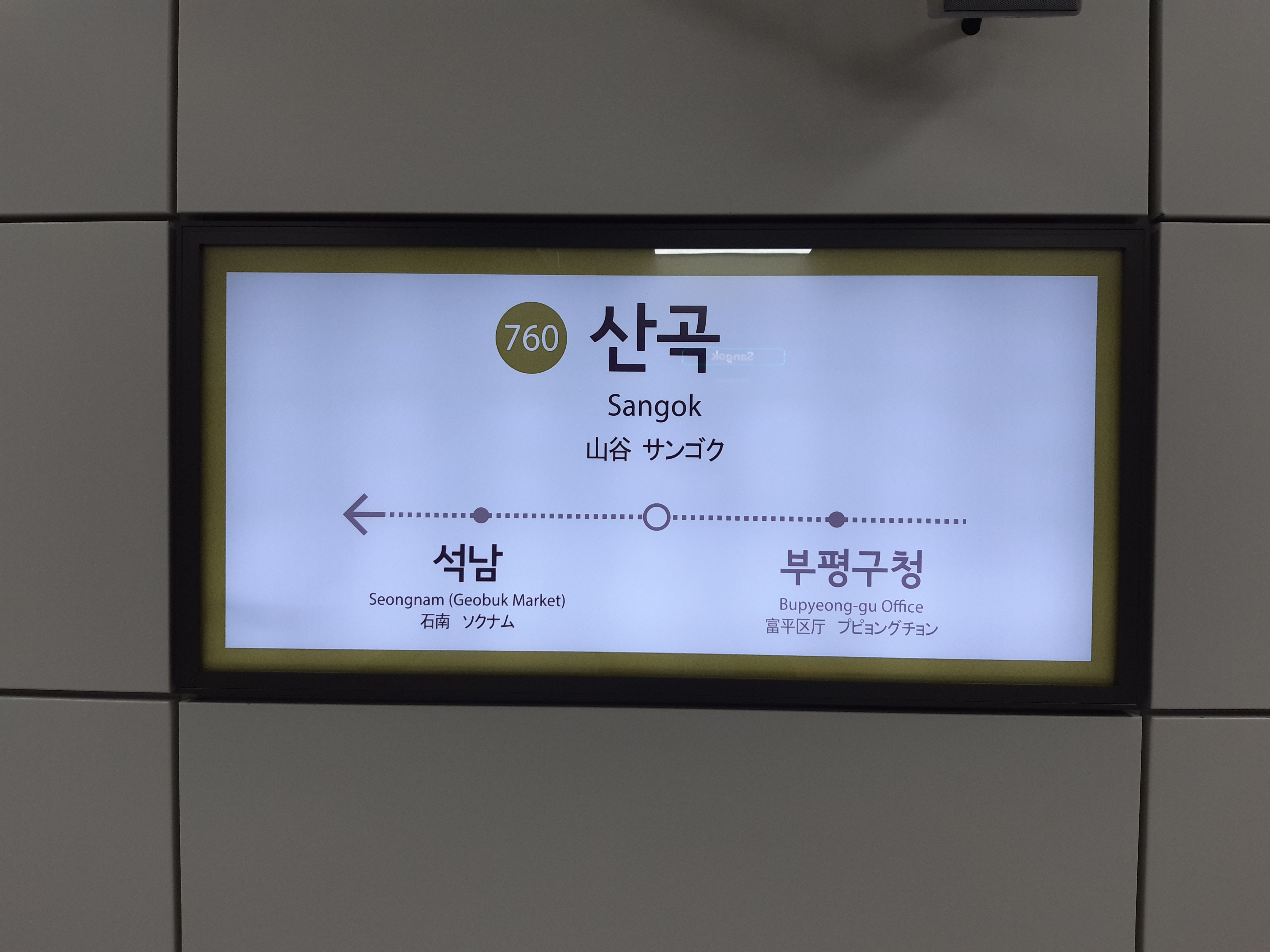
En 2021.
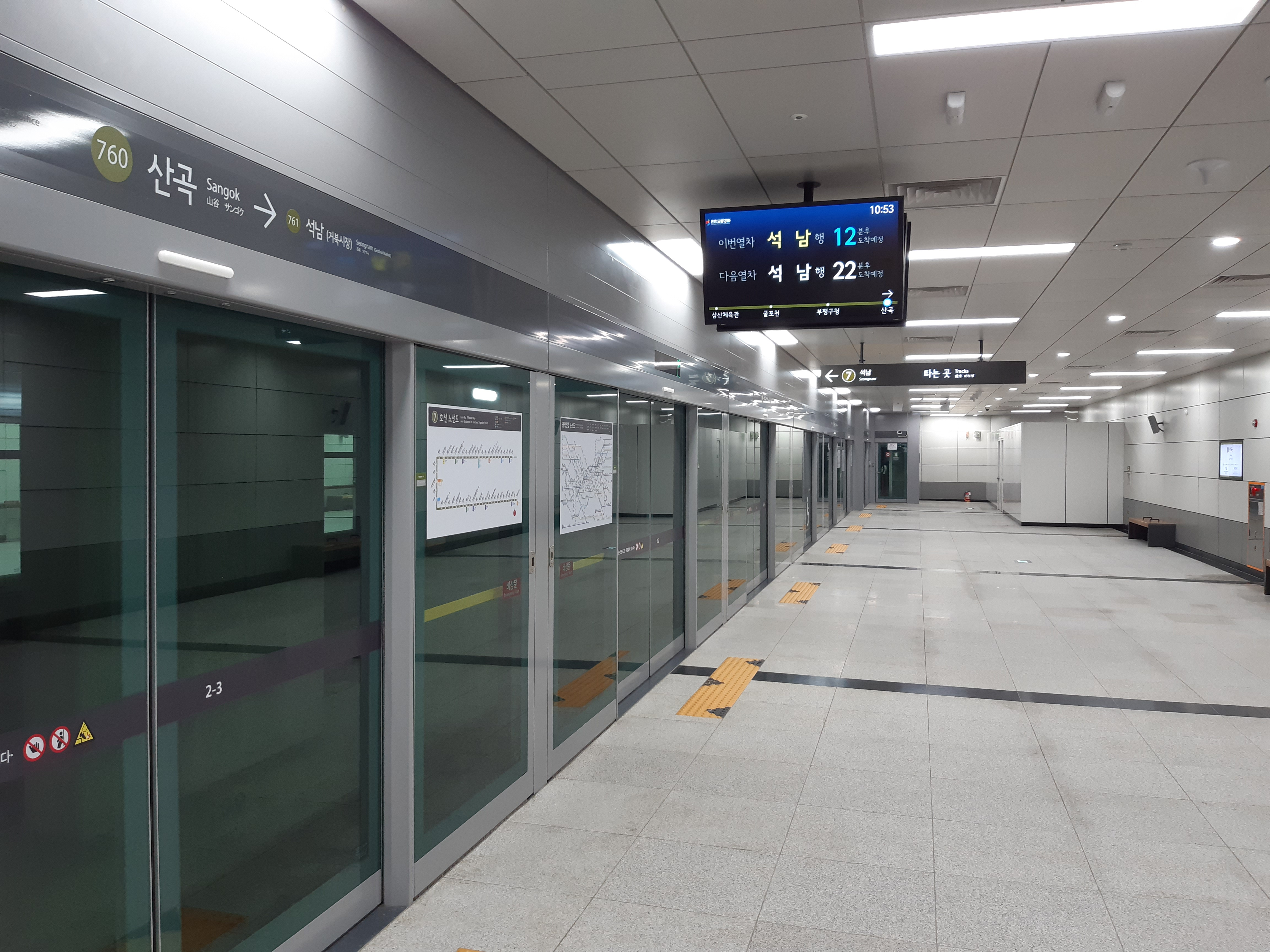
En 2021.

### Intermodalité
Des arrêts de bus sont établis à proximité des bouches de la station.